# Teresa Natalia z Brunszwiku-Lüneburga
Księżniczka Teresa Natalia Brunszwicka lub (niem.:) Therese Natalie von Braunschweig-Wolfenbüttel-Bevern (ur. 4 czerwca 1728 w Wolfenbüttel, zm. 26 czerwca 1778 w Gandersheim, dziś Bad Gandersheim), pochodziła z królewskiego rodu Welfów. Była przełożoną świeckiego klasztoru w Gandersheim.

## Pochodzenie

### Rodzice
Teresa Brunszwicka była najmłodszą córką ks. Ferdynanda Albrechta II z Brunszwiku-Wolfenbuettel oraz Antoniny Amalii z Brunszwiku-Blankenburga, a zatem po obu rodzicach potomkiem niemieckiego rodu królewskiego – Welfów. Jej matka była siostrą Szarlotty Krystyny (żony zmarłego za młodu carewicza Aleksego) i równocześnie siostrą austriackiej cesarzowej Elżbiety Krystyny – żony Karola VI Habsburga. Tak więc Teresa Brunszwicka była przez swoją matkę kuzynką cara Piotra II Romanowa i przez siostrę ojca kuzynką cesarzowej Marii Teresy Austriackiej.

### Rodzeństwo
Rodzice Teresy Brunszwickiej mieli w sumie 15 dzieci, ona sama zaś był ich trzynastym dzieckiem i szóstą córką:
1. najstarszy brat Karol – kolejny książę Brunszwiku.
2. Antoni Ulryk – generalissimus carskiej armii, ojciec cara Iwana VI.
3. Elżbieta – żona króla Prus Fryderyka II.
4. Ludwik – feldmarszałek Austrii, kapitan generalny i regent Holandii, wybrany księciem Kurlandii.
5. August (zmarł jako niemowlę).
6. Fryderyka Albertyna (1719–1772)
7. Ferdynand – feldmarszałek pruski.
8. Luiza – żona młodszego brata Fryderyka II i matka późniejszego króla Fryderyk Wilhelm II Pruskiego.
9. Zofia – żona księcia Saksonii-Coburg-Saalfeld Ernesta Fryderyka.
10. Albert – pruski generał-major.
11. Szarlotta Krystyna Luiza (1725–1766) – dziekanka ewangelickiego klasztoru żeńskiego w Quedlinburgu.
12. Teresa – przełożona świeckiego klasztoru w Gandersheim.
13. Juliana – żona króla Danii Fryderyka V.
14. Frydryk Wilhelm (zmarł jako niemowlę).
15. Fryderyk Franciszek pruski generał-major.

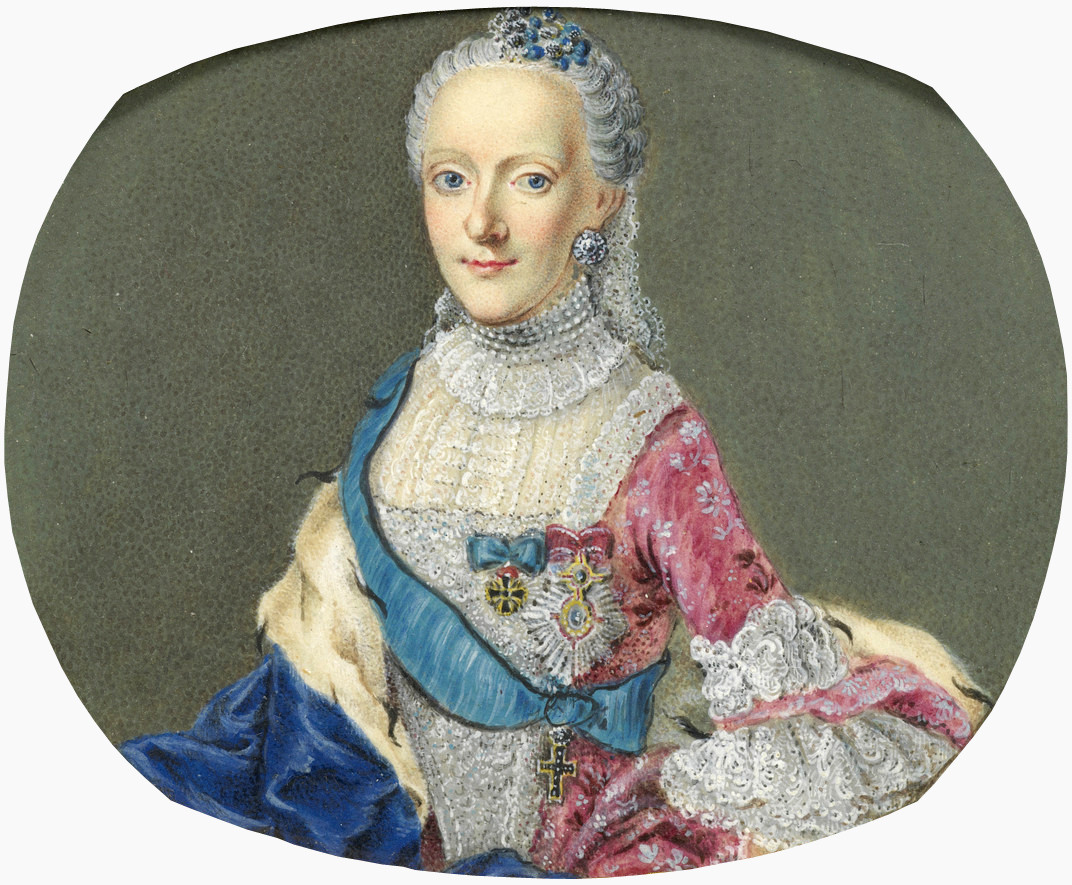
Teresa Natalia brunszwicka, przełożona klasztoru w Gandersheim, ok. 1767

## Życiorys
Starania rodziny wydać księżniczkę Teresę Brunszwicką za arcyksięcia Austrii lub za jakiegoś francuskiego księcia były bezowocne, bo wychowana w duch protestantyzmu księżniczka kategorycznie nie chciała przejść na katolicyzm. W roku 1747 została kanoniczką w Herford. Pod koniec lat 40. została wybrana na następczynię przełożonej świeckiego żeńskiego luterańskiego klasztoru w Gandersheim, gdzie zawiadowała wówczas ks. Elżbieta z Saksonii-Meiningen (1681–1766). Dlatego się tam później przeniosła. W listopadzie 1750 roku Teresa została tam per mandatarium kanoniczką. Po śmierci swej poprzedniczki w wigilię 1766 wybrana na jej miejsce 4 czerwca 1767 roku. Pięć miesięcy później została oficjalnie intronizowana dnia 3 grudnia 1767 roku. Często przebywała na dworze swojego najstarszego brata Karola I w Brunszwiku.
Teresa Natalia zmarła 26 czerwca 1778 w Gandersheim. Pochowano ją w rodowej krypcie Welfów w brunszwickiej katedrze. Jej następczynią została Augusta Dorota z Brunszwiku-Wolfenbüttel (1749–1810), która była ostatnią przełożona tego klasztoru przed jego sekularyzacją.

## Literatura
- Hans Goetting: Germania Sacra, Neue Folge 7, Die Bistümer der Kirchenprovinz Mainz, Das Bistum Hildesheim 1, Das reichsunmittelbare Stift Gandersheim (Hrsg. vom Max- Planck- Institut für Geschichte), Berlin, New York (1973)
- Martin Hoernes und Hedwig Röckelein (Hrsg.): Gandersheim und Essen. Vergleichende Untersuchungen zu sächsischen Frauenstiften (Essener Forschungen zum Frauenstift, Band 4), Essen (2006)
- Kurt Kronenberg: Äbtissinnen des Reichstiftes Gandersheim (1981)
- C. Römer: Braunschweig-Bevern, Ein Fürstenhaus als europäische Dynastie 1667–1884, Braunschweig (1997)